# Pawieł Kamozin
Pawieł Michajłowicz Kamozin (ros. Павел Михайлович Камозин, ur. 3 lipca?/16 lipca 1917 w Bieżycy (obecnie część Briańska), zm. 24 listopada 1983 w Briańsku) – radziecki lotnik wojskowy, kapitan, dwukrotny Bohater Związku Radzieckiego (1943 i 1944).

## Życiorys
Skończył szkołę fabryczną, pracował jako ślusarz, uczył się w aeroklubie, od 1937 służył w Armii Czerwonej. W 1938 ukończył wojskową lotniczą szkołę pilotów w Borisoglebsku, później służył w Kijowskim Specjalnym Okręgu Wojskowym, podczas wojny z Niemcami walczył m.in. na Froncie Południowo-Zachodnim, Zakaukaskim i Północno-Kaukaskim. Od 1943 należał do WKP(b), był zastępcą dowódcy eskadry 269 lotniczego pułku myśliwskiego 5 Armii Powietrznej, 1943/1944 brał udział w walkach o Sewastopol, podczas wojny wykonał ok. 200 lotów bojowych, w 70 walkach powietrznych strącił osobiście 35 i w grupie 13 samolotów wroga. W 1946 został przeniesiony do rezerwy, później pracował w lotnictwie cywilnym. Był honorowym obywatelem Briańska. Jego imieniem nazwano ulicę w Briańsku.

## Odznaczenia
- Złota Gwiazda Bohatera Związku Radzieckiego (dwukrotnie - 1 maja 1943 i 1 lipca 1944)
- Order Lenina
- Order Czerwonego Sztandaru
- Order Aleksandra Newskiego
- Order Wojny Ojczyźnianej I klasy